# 槍平小屋

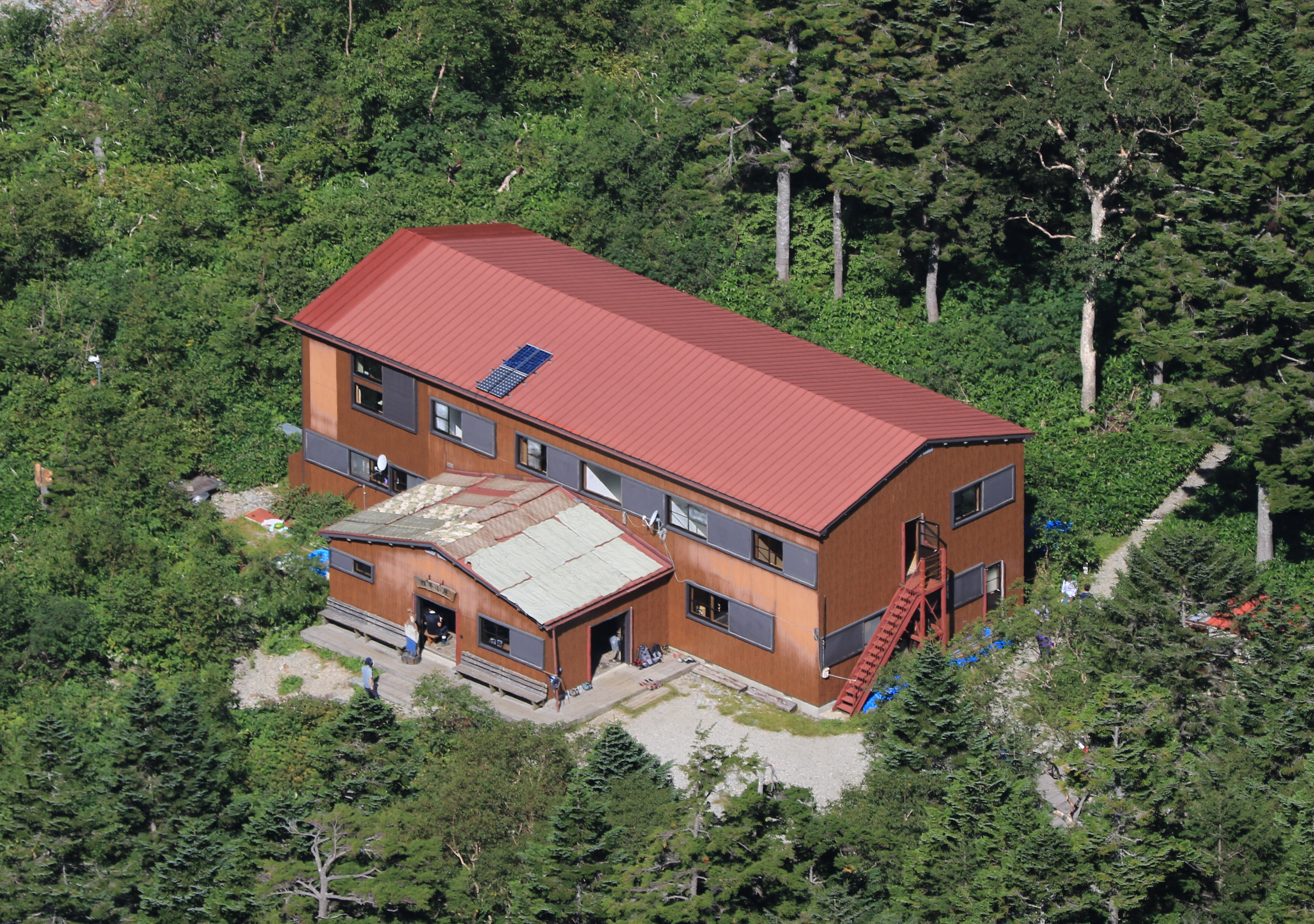
東側の南岳新道から見下ろす槍平小屋

槍平小屋 (やりだいらごや) は、新穂高温泉から蒲田川右俣谷を遡った登山道沿いの標高1,990mにある山小屋。岐阜県高山市に位置する。

## 登山
この小屋の付近から、槍ヶ岳、南岳、奥丸山の3方向に登山道が整備されている。槍ヶ岳へは、新穂高温泉から槍平小屋を経由して飛騨沢を登るルートが、上高地から槍沢を経て登頂するよりも約5.7km短くなっており、最短のアプローチとなっている（ただし、標高差は上高地からのルートより大きい）。奥丸山へは幕営地脇の右俣谷の徒渉から登山道が始まり、中崎尾根支尾根の急登を経て中崎尾根に乗る。昭文社の「山と高原地図」では小屋からのコースタイムは1時間半となっている。

### 周辺の山
- 穂高岳
- 槍ヶ岳
- 南岳
- 奥丸山

### 周辺の山小屋
- 槍ヶ岳山荘
- 南岳小屋
- 穂高平小屋

## 小屋のデータ
この小屋の幕営地は高原川の支流である蒲田川右俣谷の河原にあり、約50張りの大きさがある。全国高等学校総合体育大会登山競技大会の会場にもなった。
※2010年（平成22年）9月現在
| 定員 | 営業期間           | 料金                                        | 水場 | キャンプ 指定地 | 備考 |
| ---- | ------------------ | ------------------------------------------- | ---- | --------------- | ---- |
| 80名 | 7月1日から10月10日 | 1泊2食付き8,800円 素泊まり5,300円 幕営500円 | あり | テント 約50張   |      |

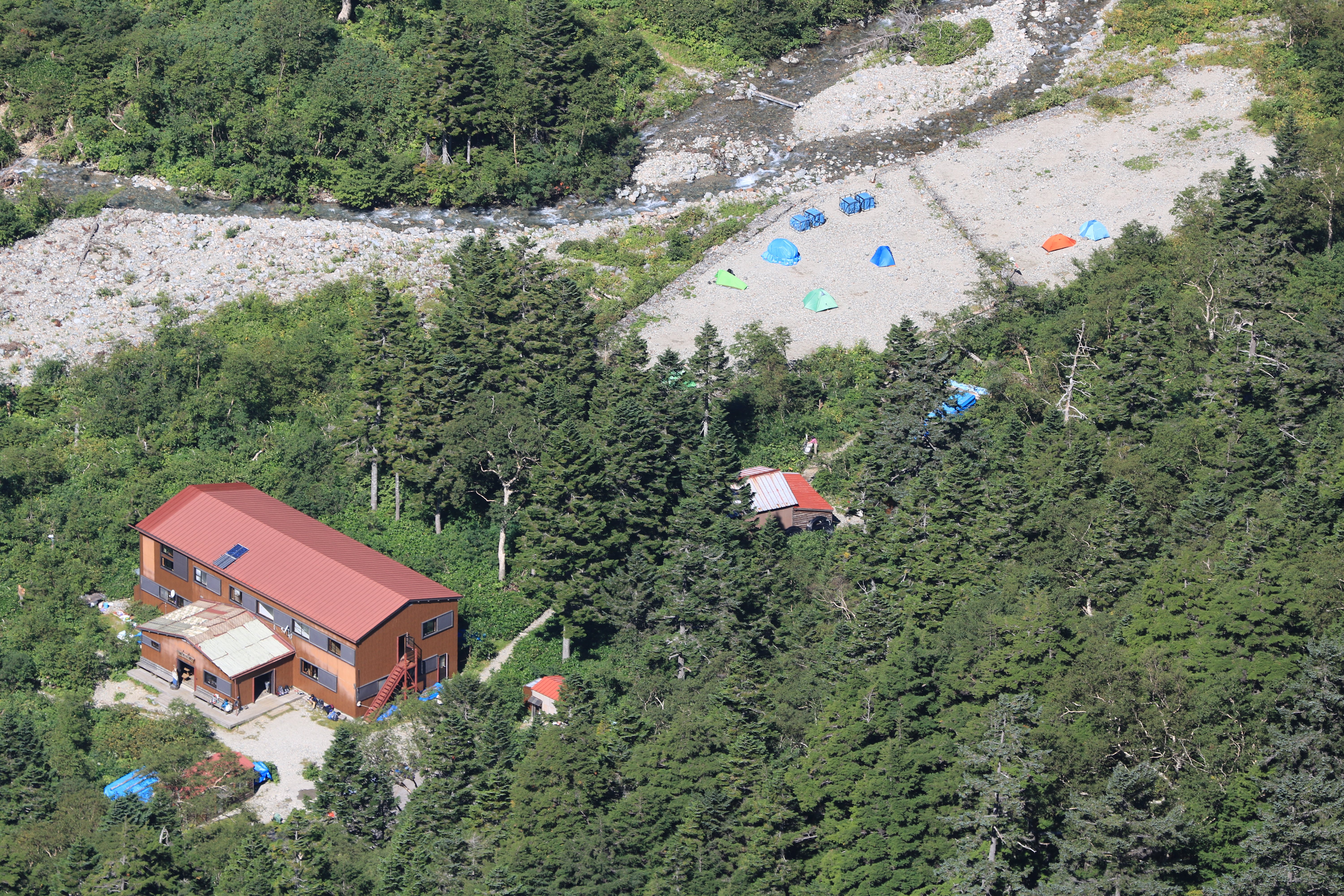
山小屋に隣接するキャンプ指定地
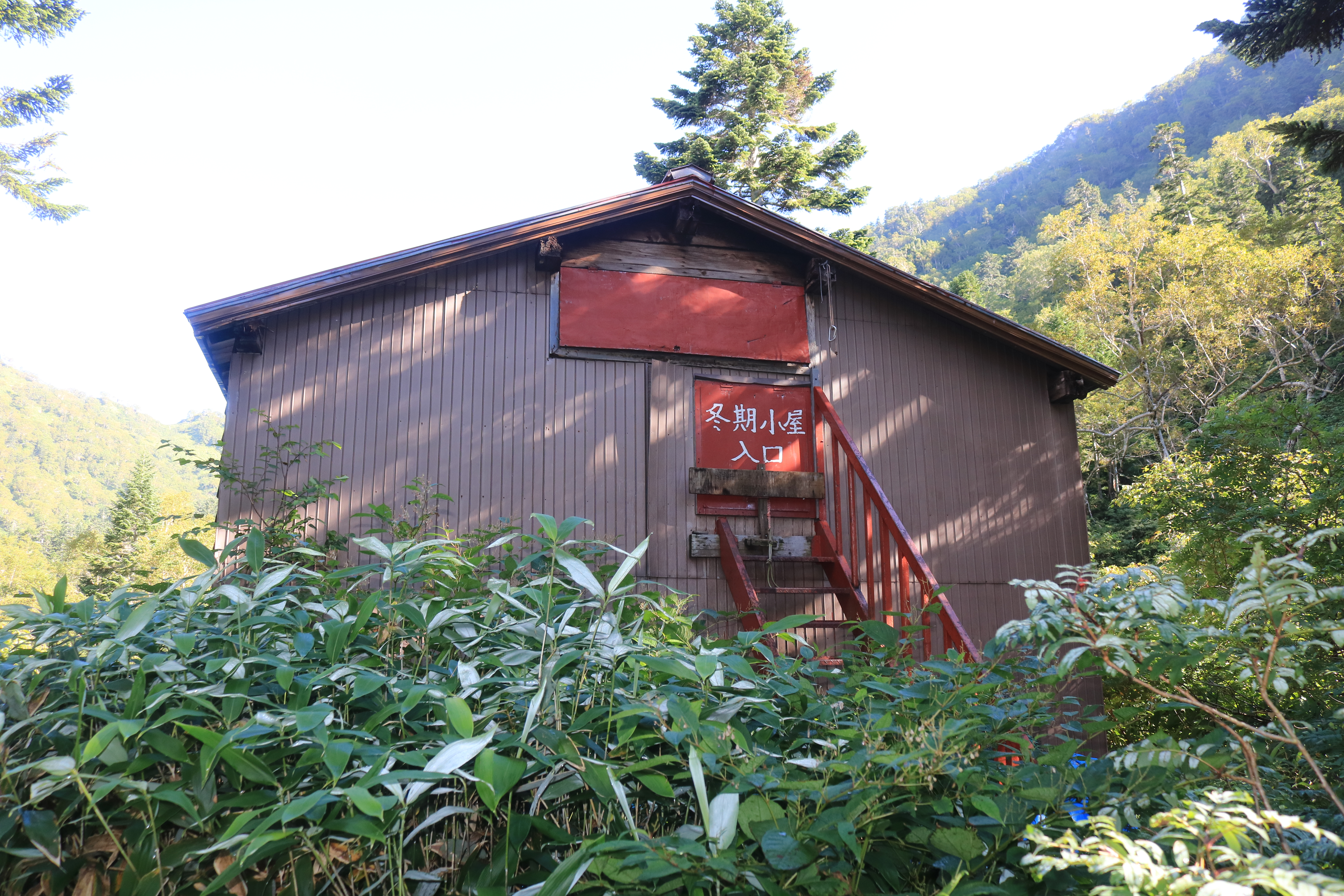
冬期避難小屋